# État shan
Cette page contient des caractères spéciaux ou non latins. S’ils s’affichent mal (▯, ?, etc.), consultez la page d’aide Unicode.
Pour les articles homonymes, voir Shan (homonymie).
L'État shan (en birman : ရှမ်းပြည်နယ် ; en shan : မိူင်းတႆး), ou union des États shan, est un État de Birmanie, frontalier de la Chine au nord et nord-est, du Laos à l'est et de la Thaïlande au sud-est.
Avec une superficie totale de 155 800 km2, l'État shan est la plus vaste subdivision birmane, couvrant près d'un quart de la surface totale du pays. Il tire son nom du peuple Shan, ethnie majoritaire de la région. L'État Shan est essentiellement rural, et les principales villes sont Lashio, Kengtung et la capitale, Taunggyi.

## Histoire

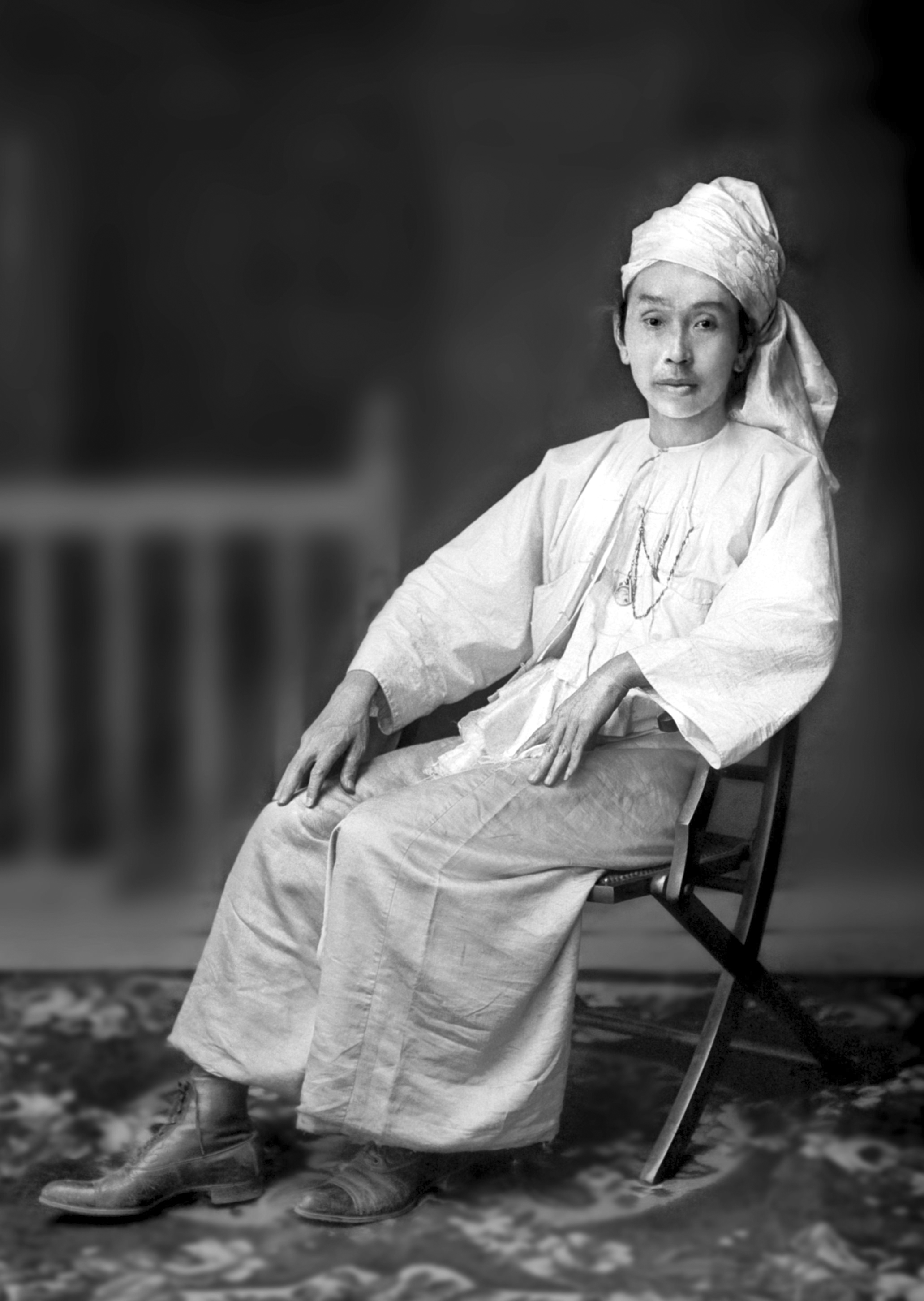
Sao Kawng Kiao Intaleng, saopha de l'État shan de Kengtung de 1896 à 1935.

### Période coloniale (1886-1946)
Le 28 novembre 1885, les Britanniques s'emparent de Mandalay, mettant fin à la troisième guerre anglo-birmane. Il faut toutefois attendre 1890 pour qu'ils soumettent l'ensemble des royaumes Shan. Sous administration coloniale britannique, les états Shan demeurent gouvernés par leurs saophas (souverains) en tant qu'états princiers vassaux de la couronne britannique. En octobre 1922 les États shan et karenni fusionnent pour former les États Shan fédérés, placés sous l'autorité d'un commissaire britannique.
Durant la Seconde Guerre mondiale, la plupart des États Shan sont occupés par l'armée japonaise, qui doit faire face à une contre-attaque des troupes du Kuomingtang chinois. En 1942, la Thaïlande alliée au Japon occupe puis annexe la région de Kengtung. Après la guerre, les Britanniques retrouvent le contrôle des territoires shan.
Les négociations menant à l'indépendance de la Birmanie lors de la conférence de Panglong en février 1947 assurent la constitution d'un État Shan unitaire comprenant les anciens États Wa mais non les États Karenni. De plus, cet ensemble territorial obtient un droit à la sécession valable après dix années d'indépendance.
Dans le district de Taunggyi se trouvent les grottes de Padah-Lin (en birman ဗဒလင်းဂူ, [bədəlíɴ ɡù])), découvertes en 1937 par une expédition américaine et dans lesquelles le géologue U Khin Maung Kyaw a trouvé en 1960 des peintures rupestres remontant au mésolithique.